# Neopalpa donaldtrumpi
A Neopalpa donaldtrumpi a Neopalpa nemzetségbe tartozó molylepkefaj. Dél-Kaliforniában és Észak-Mexikóban fordul elő. 2017-ben fedezte fel a kanadai Vazrick Nazari. Mivel sárgásfehér fejének kinézete Donald Trump amerikai elnök hajára emlékeztet, a moly a donaldtrumpi nevet kapta. A névadásnak van egy további oka is, Nazari ugyanis a névvel – állítása szerint – „az Amerikai Egyesült Államok sebezhető életközösségeinek védelmére akarta felhívni a figyelmet, amelyek további, egyelőre ismeretlen, érdekes fajokat tartogatnak.”

## Felfedezése
A Neopalpa nemet, beleértve a Neopalpa neonata fajt is, 1998-ban fedezte fel Dalibor Povolný. Majdnem két évtizeddel később Vazrick Nazari átnézte az anyagot, beleértve a nemzetség első leírása óta gyűjtött példányokat a Bohart Entomology Museumból. Észrevette, hogy az összegyűlt példányok egy része valójában egy új fajt alkot. 2017 januárjában megjelentetett egy cikket, melyben a fajt Neopalpa donaldtrumpinak keresztelte el, a fején lévő szervek sárgásfehér színéről, ami Donald Trump frizurájára emlékeztet.

## Leírás

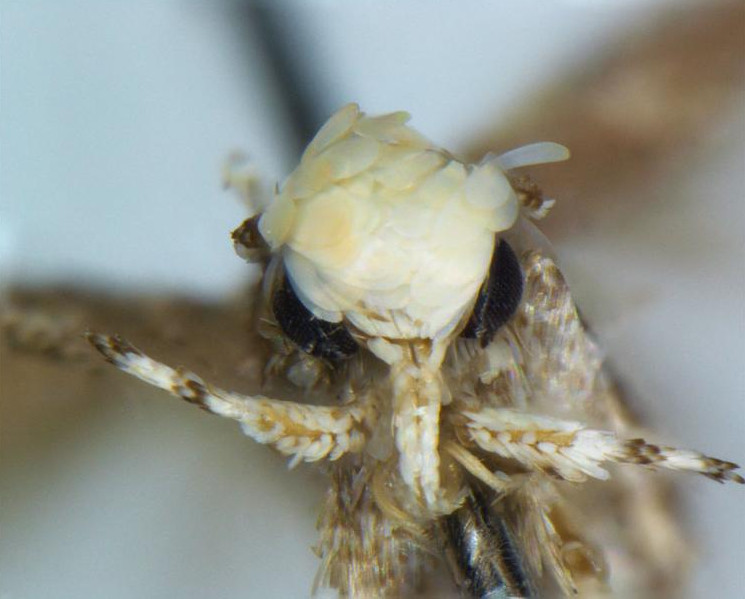
Az állat feje

Az első két pár hártyás szárny alsó példányainak felső felülete narancssárga-sárga, kivéve a sötétbarna foltokat a szárny peremén és elülső részén. Az előszárnyak hossza 3 mm (0,12 hüvelyk) és 4,6 mm (0,18 hüvelyk) között van. A szárnyak színe hasonló mind a hím, mind a nőstény egyedeknél. Csápjainak hossza körülbelül kétharmada a szárnynak, a fejet pedig sárgásfehér szőrzet borítja, amiről a nevét kapta.

## Élőhelye
Míg az erősen hasonló N. neonata Kaliforniában és Északnyugat-Mexikóban fordul elő, a N. donaldtrumpi példányait eddig csak Kalifornia északi felén és a Dél-Kaliforniában található folyóparti megyékben észlelték.
Az állat élőhelye az urbanizáció miatt veszélyben van.

## Fordítás
Ez a szócikk részben vagy egészben  a   Neopalpa donaldtrumpi című angol Wikipédia-szócikk ezen változatának fordításán alapul.  Az eredeti cikk szerkesztőit annak laptörténete sorolja fel. Ez a jelzés csupán a megfogalmazás eredetét és a szerzői jogokat jelzi, nem szolgál a cikkben szereplő információk forrásmegjelöléseként.